# Симон Вей
Симон Вей (на френски: Simone Veil; 13 юли 1927 г. – 30 юни 2017 г.), позната също като Вейл, е френски юрист и политик, етническа еврейка.
Заемала е длъжностите член (евродепутат) и председател на Европейския парламент, министър в няколко френски правителства, член на Конституционния съвет на Франция.
Симон Вей е оцеляла от концентрационния лагер Аушвиц-Биркенау, където губи част от семейството си. Почетен председател е на Фондацията в памет на Холокоста (Fondation pour la Mémoire de la Shoah; съкр. Фондация „Шоа“). Известна е с прокарването на Закона за легализиране на абортите във Франция на 17 януари 1975 г.

## Биография

### Министерство на правосъдието
След като завършва Института за политически науки в Париж с диплома по право, се отказва да прави кариера на адвокат. През 1956 г. успешно издържа националния изпит за магистрат. След това е назначена на ръководна длъжност в наказателната администрация към Министерството на правосъдието, където отговаря за съдебните въпроси и условията в затворите и лечение на лишени от свобода жени.
Напуска този пост през 1964 г., за да стане директор по гражданските въпроси, като подобрява общите права и статут на френските жени. Член на Синдиката на магистратурата, тя е първата жена, избрана за генерален секретар на Висшия съвет на магистратите през 1970 г. 

### Политическа кариера
От 1974 до 1979 г. Вей е министър на здравеопазването в правителствата на Жак Ширак и Раймон Бар.
Избрана е за член на Европейския парламент в изборите през 1979 г. В своята първа сесия новият парламент я избира за свой председател. Симон Вей е първата жена, избрана за председател на Европейския парламент. Остава на поста до 1982 г.
От 1993 до 1995 г. Симон Вей отново е член на френския кабинет като държавен министър и министър на здравеопазването, социалните въпроси и града в правителството на премиера Едуар Баладюр.

### Конституционен съвет
През 1998 г. е назначена в Конституционния съвет на Франция. През 2005 г. си взима отпуск от Съвета заради кампанията в подкрепа на Договора за създаване на Конституция за Европа.

### Смърт
Вей умира в дома си на 89 години на 30 юни 2017 г.

## Мандати

### Управленски постове
- Министър на здравеопазването: 28 май 1974 – 29 март 1977
- Министър на здравеопазването и социалното осигуряване: 29 март 1977 – 3 април 1978
- Министър на здравеопазването и семейството: 3 април 1978 – 4 юли 1979
- Държавен министър, министър на социалните въпроси, здравеопазването и града: 31 март 1993 – 16 май 1995

### Изборни мандати
- Председател на Европейския парламент: 1979 – 1982 (избран за член през 1979 г.)
- Член на Европейския парламент: 1982 – 1984
- Председател на Европейската либерална, демократична и реформистка партия: юли 1984 – юли 1989

### Други постове
- Член на Конституционния съвет на Франция: март 1998 – март 2007
- Председател на фондация Шоа: 2000 – 2007 (почетен председател от 2007 г.)
- Член на Съвета на директорите на Френския институт за международни отношения (IFRI)